# Gregg Wylde
Pour les articles homonymes, voir Wylde.
Gregory Wylde est un footballeur écossais, né le 23 mars 1991 à Kirkintilloch en Écosse. Il évolue comme arrière gauche ou milieu gauche à East Stirlingshire.

## Biographie
Gregory Wylde a été formé dans les deux grands clubs ennemis de Glasgow, le Celtic et les Rangers.
C'est aux Rangers qu'il devient professionnel. Il fait sa première apparition lors de la fin de saison 2009-10 et intègre le groupe pro la saison suivante.
Apparu à quinze reprises, il prend part à la victoire en championnat en 2010/11. La même saison, il remporte la Coupe de la Ligue en étant titulaire en finale contre son autre club formateur, le Celtic FC.
En mars 2012, Wylde rompt son contrat avec les Rangers, et s'engage avec le club anglais des Bolton Wanderers. N'ayant joué aucun match pour son nouveau club, il est prêté entre novembre 2012 et janvier 2013 au Bury Football Club.
Le 30 juin 2015, il rejoint Plymouth.
Le 25 juin 2016, il rejoint Millwall.
Le 28 juin 2017, il rejoint Plymouth Argyle.

## Palmarès
- Glasgow Rangers
  - Championnat d'Écosse (2) : 2010, 2011
  - Coupe de la Ligue d'Écosse (1) : 2011